# Marian Czajkowski (major)
Marian Cyprian Czajkowski (ur. 24 września 1893 w Piadykach, zm. 12 grudnia 1983) – major piechoty Wojska Polskiego, działacz niepodległościowy.

## Życiorys
Urodził się 24 września 1893 w Piadykach, w ówczesnym powiecie kołomyjskim Królestwa Galicji i Lodomerii, w rodzinie Mariana i Wandy. Od 1914 pełnił służbę w 3 pułku piechoty. 12 kwietnia 1915 został ranny. Leczył się w Szpitalu Rezerwowym nr 1 w Wiedniu. Po wyleczeniu z ran został przydzielony do 8. kompanii 4 pułku piechoty. W Legionach Polskich awansował kolejno na chorążego (11 listopada 1915) i podporucznika (1 listopada 1916).
19 sierpnia 1920 został zatwierdzony z dniem 1 kwietnia 1920 w stopniu kapitana, w piechocie, w grupie oficerów byłych Legionów Polskich. Pełnił wówczas służbę w batalionie zapasowym 36 pułku piechoty Legii Akademickiej. 1 czerwca 1921 pełnił służbę w Wielkopolskiej Szkole Podoficerów Piechoty Nr 2 w Grudziądzu, a jego oddziałem macierzystym był wówczas 59 pułk piechoty wielkopolskiej. 3 maja 1922 został zweryfikowany w stopniu kapitana ze starszeństwem z dniem 1 czerwca 1919 i 266. lokatą w korpusie oficerów piechoty. 3 października 1923 został przeniesiony ze zlikwidowanej Centralnej Szkoły Podoficerów Zawodowych Piechoty Nr 2 w Grudziądzu do batalionu szkolnego piechoty Nr 3 w Lidzie na stanowisko dowódcy kompanii szkolnej podoficerów zawodowych, pozostając oficerem nadetatowym 59 pułku piechoty wielkopolskiej w Inowrocławiu. 31 marca 1924 został awansowany na majora ze starszeństwem z dniem 1 lipca 1923 i 85. lokatą w korpusie oficerów piechoty. W latach 1924–1926 dowodził batalionem szkolnym piechoty nr 3 w Lidzie. W maju 1926 został przeniesiony do 18 pułku piechoty w Skierniewicach i wyznaczony na stanowisko kwatermistrza.
W październiku 1927 został przeniesiony do Korpusu Ochrony Pogranicza z równoczesnym przeniesieniem do kadry oficerów piechoty. Został dowódcą 25 batalionu odwodowego. 31 marca 1930 został przeniesiony do Doświadczalnego Centrum Wyszkolenia w Rembertowie na stanowisko asystenta. W styczniu 1931 został przeniesiony na stanowisko oficera placu w Katowicach. W 1932 był komendantem Placu Katowice. W czerwcu 1933 został przeniesiony do Komendy Miasta Warszawy. 30 marca 1934 został zwolniony z zajmowanego stanowiska z pozostawieniem bez przynależności służbowej z równoczesnym oddaniem do dyspozycji dowódcy Okręgu Korpusu Nr I. Z dniem 30 czerwca 1934 został przeniesiony w stan spoczynku.

## Ordery i odznaczenia
- Krzyż Niepodległości[20]
- Krzyż Walecznych czterokrotnie (po raz pierwszy „za męstwo i odwagę wykazane w bitwie Kaniowskiej w składzie b. II Korpusu Wschodniego w dniu 11.5.18 r.”[21])
- Medal Pamiątkowy za Wojnę 1918–1921 – 1928
- Medal Dziesięciolecia Odzyskanej Niepodległości – 1928
- Medal Zwycięstwa – 1922[22]